# Lisa Bayliss
Lisa Bayliss, född den 27 november 1966 i Walsall, Storbritannien, är en brittisk landhockeyspelare.
Hon tog OS-brons i damernas landhockeyturnering i samband med de olympiska landhockeytävlingarna 1992 i Barcelona.